# Antykomunistyczny Sojusz Argentyński
Antykomunistyczny Sojusz Argentyński (hiszp. Alianza Anticomunista Argentina, AAA), znany też jako Triple A (pol. Potrójne A) – skrajnie prawicowy szwadron śmierci w Argentynie w latach 1974–1985.

## Historia
Był grupą pełniącą rolę szwadronu śmierci w czasach rządów prezydent Isabel Perón. Utworzony w styczniu 1974 roku przez ministra Jose Lópeza Regę (bliskiego współpracownika I. Perón). Członkami organizacji byli oficerowie policji i wojska, a jej działalność miała utajniony charakter. Bojówkarze Triple A porywali swoje ofiary i mordowali, zwłoki podrzucane były w miejscach publicznych. Odnalezione ciała ofiar Triple A często były brutalnie okaleczone. Działalność szwadronu nie przyczyniła się do ograniczenia działań lewicowych partyzantów (Montoneros i Rewolucyjna Armia Ludu), choć teoretycznie było to jego założeniem. Triple A dokonał wielu zabójstw politycznych (m.in. ks. Mugici, komunistycznego działacza młodzieżowego Saragossy, przywódcy związkowego Rucci, brata byłego prezydenta Arturo Frondizi). Zlikwidowany przez policję w maju 1985. Przywódcą AAA był Anibal Gordon.